# 2010-es finn rali

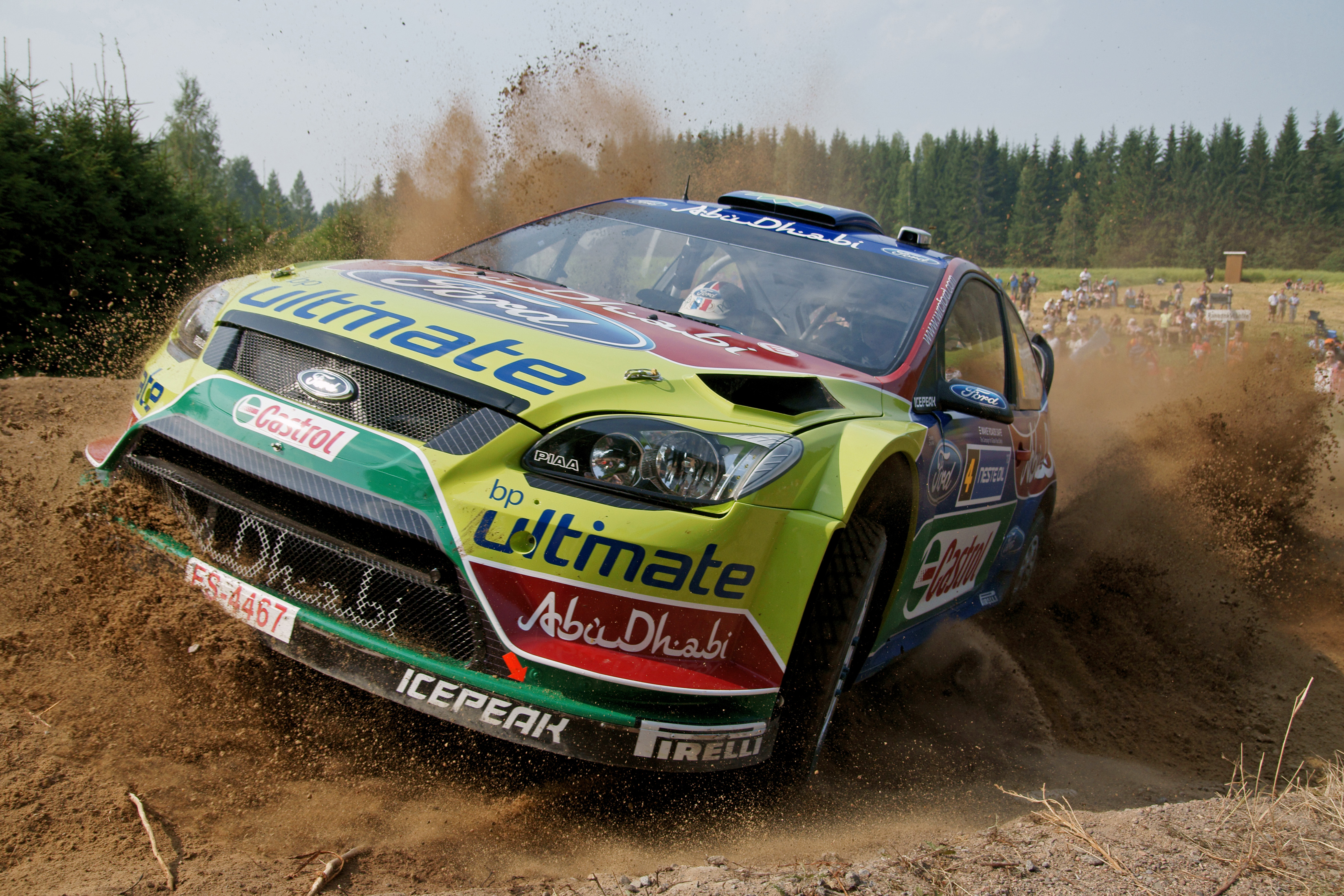
A verseny győztese, Jari-Matti Latvala a shakedown-on

A 2010-es finn rali (hivatalosan: 60th Neste Oil Rally Finland) volt 2010-es rali-világbajnokság nyolcadik futama. Július 29. és július 31. között került megrendezésre, 19 gyorsasági szakaszból állt, melyek össztávja 310 kilométert tett ki. A versenyen 99 páros indult, melyből 61 ért célba.
A versenyt a finn Jari-Matti Latvala nyerte, másodikként Sébastien Ogier végzett, harmadik pedig Sébastien Loeb lett.
A futam az N csoportos, valamint a Super 2000-es rali-világbajnokság futama is volt egyben. A külön is értékelt sorozatok közül előbbit az észt Ott Tänak, utóbbit pedig a finn Juho Hänninen nyerte.
Egy magyar páros indult a viadalon. Szabó Zoltán és navigátora Szabó Krisztián egy Mitsubishi Lancerrel az összetett negyvenkettedik helyen zárt.

## Beszámoló
Első nap

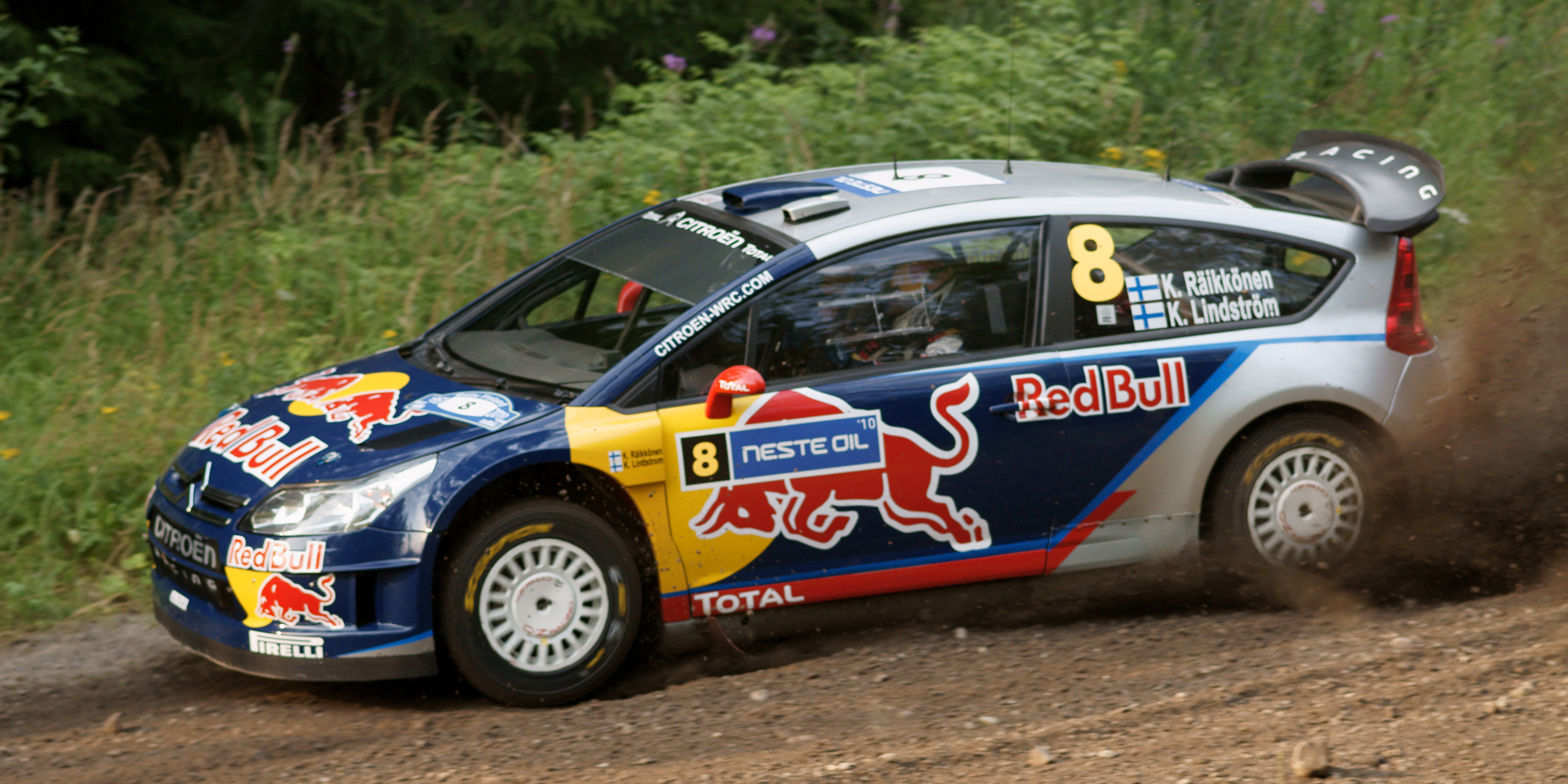
Kimi Räikkönen a nyolcadik helyen állt balesete előtt

A csütörtöki napon egy rövid esti gyorsasági szakaszt rendeztek. Ezt Petter Solberg nyerte meg, aki így az első helyről várhatta a pénteki napot.
Pénteken tíz szakaszt teljesített a mezőny. Hirvonen hamar átvette a vezetést, ám a negyedik etapon összetörte autóját és kiesett. A finn egy ugrató után, nagy sebességgel az árokba csúszott, majd a Focus WRC többször átfordult az oldalán. A hatodik gyorsaságin Henning Solberg, valamint Hálid al-Kászimi is baleset miatt esett ki. A hatodik szakaszig Petter Solberg vezette a versenyt, majd Latvala vette át tőle az első helyet, és a nap végig meg is tartotta azt. Latvala és Solberg mögött Ogier, majd Sordo állt. Loeb az ötödik, Matthew Wilson a hatodik, Kimi Räikkönen a hetedik, a négyszeres világbajnok Juha Kankkunen pedig a nyolcadik helyen zárta az első napot.
Második nap
A zárónapon Latvalára Ogier volt a legveszélyesebb. A francia három szakaszt nyert, és már a nap elején felért a második helyre, ott pedig szakaszról szakaszra zárkózott a Ford pilótájára. Latvalának végül tíz másodperces előnye maradt a franciával szemben, és megnyerte a versenyt. Ezzel ő lett a finn rali történelmének legfiatalabb győztese. Loeb végül megelőzte Petter Solberget és felért a harmadik helyre. Solberg negyedik lett, Sordo pedig maradt ötödik. Wilson a hatodik, Mads Østberg a hetedik, Kankkunen pedig a nyolcadik pozícióban zárt.
Räikkönen a tizenkettedik szakaszon összetörte autóját, és végül csak huszonötödik lett.

## Szakaszok
| Nap                | Szakasz | Rajtidő | Szakasz neve | Hossz    | Győztes            | Idő     | Átlagsebesség | Versenyben vezető  |
| ------------------ | ------- | ------- | ------------ | -------- | ------------------ | ------- | ------------- | ------------------ |
| 1. (Július 29-30.) | 1.      | 18:45   | Laajavuori 1 | 4.31 km  | Petter Solberg     | 2:33.2  | 98.46 km/h    | Petter Solberg     |
| 1. (Július 29-30.) | 2.      | 07:42   | Urria 1      | 12.75 km | Mikko Hirvonen     | 5:55.8  | 129.01 km/h   | Mikko Hirvonen     |
| 1. (Július 29-30.) | 3.      | 08:40   | Jukojärvi 1  | 22.29 km | Mikko Hirvonen     | 10:33.7 | 126.63 km/h   | Mikko Hirvonen     |
| 1. (Július 29-30.) | 4.      | 10:06   | Urria 2      | 12.75 km | Sébastien Ogier    | 5:52.9  | 130.07 km/h   | Petter Solberg     |
| 1. (Július 29-30.) | 5.      | 11:04   | Jukojärvi 2  | 22.29 km | Dani Sordo         | 10:28.7 | 127.63 km/h   | Petter Solberg     |
| 1. (Július 29-30.) | 6.      | 13:58   | Lankamaa     | 24.87 km | Jari-Matti Latvala | 12:03.3 | 123.78 km/h   | Petter Solberg     |
| 1. (Július 29-30.) | 7.      | 15:01   | Sirkkamäki 1 | 6.45 km  | Jari-Matti Latvala | 3:04.4  | 125.92 km/h   | Jari-Matti Latvala |
| 1. (Július 29-30.) | 8.      | 15:36   | Myhinpää 1   | 15.52 km | Sébastien Loeb     | 7:07.8  | 130.60 km/h   | Jari-Matti Latvala |
| 1. (Július 29-30.) | 9.      | 17:27   | Sirkkamäki 2 | 6.45 km  | Jari-Matti Latvala | 3:01.4  | 128.00 km/h   | Jari-Matti Latvala |
| 1. (Július 29-30.) | 10.     | 18:02   | Myhinpää 2   | 15.52 km | Sébastien Loeb     | 6:59.8  | 133.09 km/h   | Jari-Matti Latvala |
| 1. (Július 29-30.) | 11.     | 20:00   | Laajavuori 2 | 4.19 km  | Petter Solberg     | 2:35.1  | 97.25 km/h    | Jari-Matti Latvala |
| 2. (Július 31.)    | 12.     | 07:33   | Kolonkulma   | 10.35 km | Sébastien Ogier    | 5:06.4  | 121.61 km/h   | Jari-Matti Latvala |
| 2. (Július 31.)    | 13.     | 08:01   | Väärinmaja   | 29.29 km | Sébastien Loeb     | 14:46.9 | 118.89 km/h   | Jari-Matti Latvala |
| 2. (Július 31.)    | 14.     | 09:44   | Surkee 1     | 19.59 km | Jari-Matti Latvala | 9:56.4  | 118.25 km/h   | Jari-Matti Latvala |
| 2. (Július 31.)    | 15.     | 11:59   | Leustu 1     | 21.35 km | Sébastien Loeb     | 10:08.8 | 126.25 km/h   | Jari-Matti Latvala |
| 2. (Július 31.)    | 16.     | 12:46   | Himos 1      | 20.63 km | Sébastien Loeb     | 10:28.5 | 118.17 km/h   | Jari-Matti Latvala |
| 2. (Július 31.)    | 17.     | 14:03   | Surkee 2     | 19.59 km | Sébastien Ogier    | 9:53.6  | 118.81 km/h   | Jari-Matti Latvala |
| 2. (Július 31.)    | 18.     | 16:23   | Leustu 2     | 21.35 km | Jari-Matti Latvala | 9:59.9  | 128.12 km/h   | Jari-Matti Latvala |
| 2. (Július 31.)    | 19.     | 17:10   | Himos 2      | 20.63 km | Sébastien Ogier    | 10:15.7 | 120.62 km/h   | Jari-Matti Latvala |

## Végeredmény
|           | Versenyző            | Navigátor            | Autó                     | Idő       | Különbség | Pont |
| --------- | -------------------- | -------------------- | ------------------------ | --------- | --------- | ---- |
| 1.        | Jari-Matti Latvala   | Miikka Anttila       | Ford Focus RS WRC 09     | 2:31:29.6 | 0.0       | 25   |
| 2.        | Sébastien Ogier      | Julien Ingrassia     | Citroën C4 WRC           | 2:31:39.7 | 10.1      | 18   |
| 3.        | Sébastien Loeb       | Daniel Elena         | Citroën C4 WRC           | 2:31:55.6 | 26.0      | 15   |
| 4.        | Petter Solberg       | Chris Patterson      | Citroën C4 WRC           | 2:32:00.3 | 30.7      | 12   |
| 5.        | Dani Sordo           | Marc Martí           | Citroën C4 WRC           | 2:33:14.6 | 1:45.0    | 10   |
| 6.        | Matthew Wilson       | Scott Martin         | Ford Focus RS WRC 08     | 2:37:13.3 | 5:43.7    | 8    |
| 7.        | Mads Østberg         | Jonas Andersson      | Subaru Impreza WRC 2007  | 2:37:20.4 | 5:50.8    | 6    |
| 8.        | Juha Kankkunen       | Juha Repo            | Ford Focus RS WRC 08     | 2:39:18.6 | 7:49.0    | 4    |
| 9.        | Juho Hänninen        | Mikko Markkula       | Škoda Fabia S2000        | 2:40:34.6 | 9:05.0    | 2    |
| 10.       | Per-Gunnar Andersson | Anders Fredriksson   | Škoda Fabia S2000        | 2:41:45.3 | 10:15.7   | 1    |
| SWRC      |                      |                      |                          |           |           |      |
| 1. (9.)   | Juho Hänninen        | Mikko Markkula       | Škoda Fabia S2000        | 2:40:34.6 | 0.0       | 25   |
| 2. (10.)  | Per-Gunnar Andersson | Anders Fredriksson   | Škoda Fabia S2000        | 2:41:45.3 | 1:10.7    | 18   |
| 3. (11.)  | Patrik Sandell       | Emil Axelsson        | Škoda Fabia S2000        | 2:42:04.6 | 1:30.0    | 15   |
| 4. (13.)  | Martin Prokop        | Jan Tománek          | Ford Fiesta S2000        | 2:44:41.8 | 4:07.2    | 12   |
| 5. (16.)  | Michał Kościuszko    | Maciek Szczepaniak   | Ford Fiesta S2000        | 2:46:29.7 | 5:55.1    | 10   |
| 6. (17.)  | Janne Tuohino        | Markku Tuohino       | Ford Fiesta S2000        | 2:46:44.3 | 6:09.7    | 8    |
| 7. (29.)  | Nászer el-Attija     | Giovanni Bernacchini | Ford Fiesta S2000        | 2:57:50.1 | 17:15.5   | 6    |
| PWRC      |                      |                      |                          |           |           |      |
| 1. (18.)  | Ott Tänak            | Kuldar Sikk          | Mitsubishi Lancer Evo X  | 2:46:50.5 | 0.0       | 25   |
| 2. (20.)  | Jukka Ketomäki       | Kai Risberg          | Mitsubishi Lancer Evo X  | 2:48:18.8 | 1:28.3    | 18   |
| 3. (21.)  | Hayden Paddon        | John Kennard         | Mitsubishi Lancer Evo X  | 2:49:56.5 | 3:06.0    | 15   |
| 4. (24.)  | Anders Grøndal       | Veronica Engan       | Subaru Impreza WRX STI   | 2:51:45.8 | 4:55.3    | 12   |
| 5. (28.)  | Alex Raschi          | Rudy Pollet          | Mitsubishi Lancer Evo X  | 2:57:03.6 | 10:13.1   | 10   |
| 6. (30.)  | Martin Semerád       | Bohuslav Ceplecha    | Mitsubishi Lancer Evo IX | 2:58:26.7 | 11:36.2   | 8    |
| 7. (32.)  | Reijo Muhonen        | Lasse Miettinen      | Mitsubishi Lancer Evo X  | 2:59:52.5 | 13:02.0   | 6    |
| 8. (39.)  | Wang Rui             | Pan Hongyu           | Subaru Impreza WRX STI   | 3:04:53.4 | 18:02.9   | 4    |
| 9. (40.)  | Peter Horsey         | Moses Matovu         | Mitsubishi Lancer Evo X  | 3:05:15.6 | 18:25.1   | 2    |
| 10. (41.) | Nicholai Georgiou    | Joseph Matar         | Mitsubishi Lancer Evo X  | 3:05:58.2 | 19:07.7   | 1    |